# De Wildt
De Wildt este un oraș din Africa de Sud.